# Mariental (Niedersachsen)
Mariental ist eine Gemeinde im Landkreis Helmstedt in Niedersachsen (Deutschland). Die Gemeinde Mariental ist Mitgliedsgemeinde der Samtgemeinde Grasleben.

## Geografie

### Lage
Mariental liegt ca. 7 Kilometer nördlich von der Kreisstadt Helmstedt im Naturpark Elm-Lappwald. Die Gemeinde liegt an der Landesgrenze zu Sachsen-Anhalt.

### Gemeindegliederung
Die Gemeinde Mariental besteht aus zwei Ortsteilen:
- Mariental-Dorf
- Mariental-Horst

## Geschichte

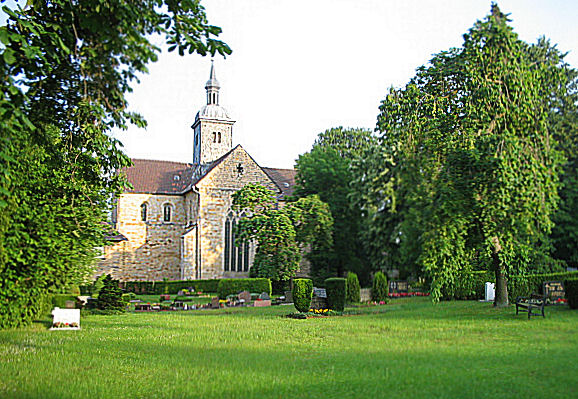
Klosterkirche Mariental

Mariental-Dorf ist der ältere Ortsteil. Er entstand rund um das 1138 gegründete Kloster Mariental. Der Ortsteil Mariental-Horst besteht erst seit 1945 nach der Aufgabe des früheren Fliegerhorstes.

## Politik
Der Rat der Gemeinde Mariental setzt sich aus neun Ratsfrauen und Ratsherren zusammen. Die Kommunalwahlen 2021 führten In Mariental zu folgendem Ergebnis:
| Kommunalwahl 2021 %50403020100 47,86 %31,52 %20,62 % CDUSPDMFcAnmerkungen:c Marientaler Fraktion | Rat der Gemeinde Mariental 2021–2026Insgesamt 9 Sitze - Zukunftsgruppe Mariental: 4 - CDU-LF-Gruppe: 5 |

Vor der konstituierenden Sitzung des Rates im November 2021 wurde bekannt, dass der bisherige Bürgermeister Fred Worch (CDU), aus seiner Partei ausgetreten ist und gemeinsam mit den Mandatsträgern der SPD die „Zukunftsgruppe Mariental“ bilden wird. Worch kandidierte 2021 ursprünglich, wie zuvor, für die CDU. Offenbar wollte sich Max Spielmann (CDU) ebenfalls der Zukunftsgruppe Mariental anschließen. Bei der Bekanntgabe der Zusammensetzung der Gruppen stellte sich jedoch heraus, dass Spielmann zusammen mit den verbleibenden Mandatsträgern der CDU und denen der „Marientaler Fraktion“ (MF) die CDU-LF-Gruppe bilden wird. Daraus ergeben sich folgende Mehrheitsverhältnisse im Rat:
- CDU-LF-Gruppe (5 Stimmen)
- Zukunftsgruppe Mariental (4 Stimmen)

Ursprünglich hatte die „Zukunftsgruppe Mariental“ laut Aussage ihres Gruppenvorsitzenden den Plan, Marcel Luckstein (SPD) zum Bürgermeister zu wählen.
Bei der geheimen Wahl wurde jedoch Martin Klein (Marientaler Fraktion) mit fünf Stimmen zum ehrenamtlichen Bürgermeister gewählt. Der Verbleib Spielmanns im CDU-LF-Lager war somit womöglich Ausschlaggebend für die Wahl Kleins.
2016 – 2021
- 5 Sitze CDU Fraktion Mariental
- 2 Sitze Marientaler Fraktion
- 2 Sitze Marientaler Bürgergemeinschaft

(Stand: Kommunalwahl, 11. September 2016)
Vom Rat wurden gewählt:
- zum ehrenamtlichen Bürgermeister Fred Worch (CDU)
- zum ehrenamtlichen Gemeindedirektor Friedrich Rietz

(Stand: konstituierende Ratssitzung, 17. November 2016)

## Ehrenbürger
- Walter Naumann wurde am 23. Februar 2006 für sein Engagement für die Gemeinde und die Freiwillige Feuerwehr zum Ehrenbürger ernannt.
- Hans Hennig wurde am 18. Mai 2008 für sein Engagement für die Gemeinde, Vereine und Verbände sowie die Erarbeitung der Dorf-Chronik zum Ehrenbürger ernannt.

## Kultur und Sehenswürdigkeiten
- Kloster Mariental, hier ist der Herzog Joachim Karl von Braunschweig-Wolfenbüttel[2] beigesetzt worden
- Lappwald
- Mariental-Horst, ein ehemaliger Fliegerhorst

## Wirtschaft
Größter Arbeitgeber ist die Brotmeisterei Steinecke, mit weiteren Bäckereien in Bernburg (Saale) und Berlin sowie vielen kleinen Verkaufsshops deutschlandweit.

## Verkehr
Mariental liegt direkt an der Bundesstraße 244, die in 2 km Entfernung auf die Bundesautobahn 2 von Hannover nach Berlin trifft.